# Inundación de Burchardi

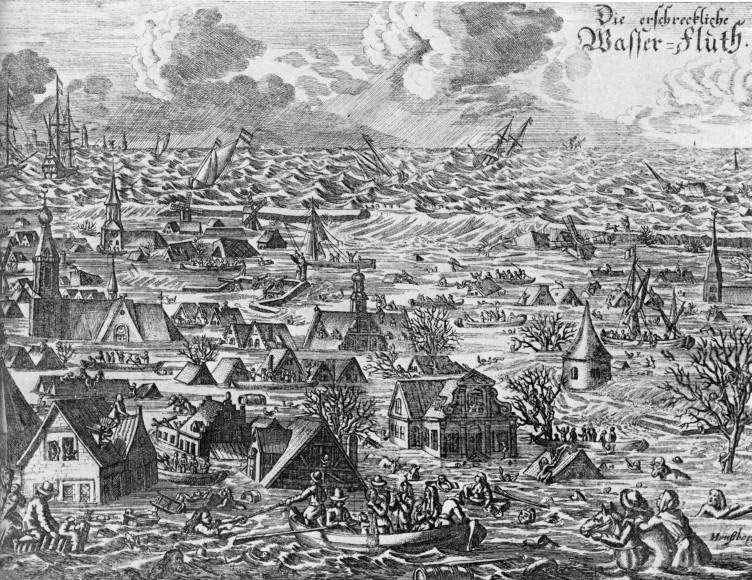
Die erschreckliche wasser fluth (La horrífica inundación), pintura del.

La inundación de Burchardi (también conocida como el segundo Grote Mandrenke, ‘gran ahogador de hombres’) fue una enorme marea de tormenta que golpeó la costa juta del mar del Norte en la noche entre el 11 y el 12 de octubre de 1634. Golpeando el litoral de Frisia septentrional y Jutlandia meridional, su consecuencia directa fue la desaparición de gran parte de las islas de la región (denominadas Uthlandia), quedando relativamente pocas superficies terrestres por encima del nivel del agua, formando así las islas Frisias septentrionales que existen en la actualidad. De este modo se formó el mar de Frisia, un mar litoral del mar del Norte considerado la llanura de marea más extensa de mundo y actualmente reserva de la biosfera de la UNESCO.
Durante la noche de 11 de octubre, la marejada superó los diques y arrastró toda la costa, causando pérdidas humanas y daños materiales catastróficos. Entre 8 000 y 15 000 personas, incluidos pueblos y familias enteras, murieron ahogadas. La mayor parte de la isla de Strand (que se había creado por la otra gran marea de tormenta en 1362) quedó destruida, formando las islas de Nordstrand, Pellworm y varias halligen (la decena de islotes sin diques protectores).
Durante la tormenta, el agua alcanzó el púlpito de la catedral de Ribe, en la costa danesa, en una de cuyas paredes todavía se pueden notar las marcas de la marea alta.